# Штефанка (Алба)
Штефанка (рум. Ștefanca) — село у повіті Алба в Румунії. Входить до складу комуни Бістра.
Село розташоване на відстані 315 км на північний захід від Бухареста, 47 км на північний захід від Алба-Юлії, 57 км на південний захід від Клуж-Напоки.

## Населення
За даними перепису населення 2002 року у селі проживали 38 осіб, усі — румуни. Усі жителі села рідною мовою назвали румунську.